# Куранты (альманах)
Кура́нты — историко-краеведческий альманах, выпускавшийся в Москве.

## Историческое расположение
Редакция располагалась в прекратившим своё существование в 2001 году издательстве «Московский рабочий», которое находилось по адресу: Чистопрудный бульвар, дом 8 — ранее главный дом усадьбы Кашкиных.

## История
Куранты печатались с 1983 года по 1989 год. Всего опубликовано 3 выпуска, объёмом от 384 до 400 страниц. Составитель изданий — российский журналист и писатель Евграф Васильевич Кончин, лауреат премии Московского Союза журналистов. Тематика альманаха — повествование о текущей жизни и истории Москвы, а также о военных, революционных и рабочих событиях в жизни существовании столичных горожан. Для альманаха собирались материалы по московской истории, искусству и о актуальной на тот момент культуре города. Журнал располагал разделами: «Архивы, документы и свидетельства», «Вехи истории», «В музеях и библиотеках столицы», «Края Москвы, края родные», «Каменная летопись», «Мемуары», «Московская мозаика» и «Памятники».